# Николаиди, Элена
Элена Николаиди (греч. Έλενα Νικολαΐδη; англ. Elena Nikolaidi; 15 июня 1909 — 14 ноября 2002) — известная греческая и американская оперная (меццо-сопрано) певица и музыкальный педагог.

## Молодость и музыкальное образование
Элена Николаиди родилась в Смирне (по другим источникам в близлежащей Фокее. 
Есть утверждения, что её семья была в числе беженцев Малоазийской катастрофы, однако согласно данным Афинской оперы её семья перебралась в материковую Грецию после вступления греческой армии в Смирну в 1919 году и, следовательно, её не застигла Смирненская резня 1922 года. 
Николаиди училась монодии (сольному пению) в Афинской консерватории у Таноса Меллоса и Аргиро Гини, после чего, получив стипендию Афинского университета, была послана в Вену на дальнейшую подготовку. 
Она вступила в труппу “Третья Греческая опера” в 1929 году, впервые выступила в “Центральном Театре” (Θέατρο Κεντρικόν), принимая участие в премьере работы “Мост призраков” Теофраста Саккеларидиса] :63, а также в опере “Кольцо матери” Манолиса Каломириса. В 1936 году приняла участие в Кармен представленной труппой “Греческая опера” на острове Керкира :249.
Она дебютировала с оркестром в Афинах, под руководством Димитриса Митропулоса. 
Николаиди вышла замуж за Меллоса, своего учителя пения, в 1936 году. Однако она сохранила "Элена Николаиди" в качестве своего профессионального имени.

## Карьера в Вене
В 1936 году Николаиди отправилась в Вену, где приняла участие в “Бельведерском конкурсе вокалистов”. 
Она заняла всего лишь четвёртое место, но этого было достаточно чтобы В. Бруно незамедлительно предложил ей роль принцессы Эболи в опере Дон Карлос Верди в Венской государственной опере 16 декабря 1936 года.
Успех Николаиди был "мгновенным и незабывающимся."
Она стала звездой в Вене. После одного из представлений “Кармен”, ей аплодировали, согласно сообщениям, от 15 до 30 минут. Подобных по продолжительности оваций Венский театр до того не знал. 
В военный период 1941-44 годов она пела также и в “Народной опере” Вены. 
Сохранились записи её венских выступлений (на немецком) военного периода: в роли Гата в “Любовном напитке” Доницетти (1942) и в роли Эмилии в “Отелло” Верди (август 1944). 
В предвоенные и послевоенные годы она пела также в Королевской опере Лондона, в миланской Ла Скала, в Пражском оперном театре, на Зальцбургском фестивале и гастролировала в Египте и Австралии.

## Карьера в США
В 1948 году Николаиди отправилась в Соединённые Штаты Америки со своим мужем и (единственным) сыном Михаилом. 
Её дебют, сольный концерт, состоялся в “Town Hall” Нью-Йорк а в январе 1949 года. 
На следующее утро, Джером Бом (Jerome D. Bohm) из New York Herald Tribune  писал: "За 20 лет музыкального рецензирования и вдвое большего проведенного в прослушивании самых лучших певцов в мире, я не стречал более великого голоса или вокалиста"; критик New York Times писал о её "редком блеске." 
Она начала свою оперную карьеру в США в роли Амнерис в Аиде Верди с Оперой Сан-Франциско и исполняла эту роль в своём дебюте в Метрополитен-опера в 1951 году, наряду с дебютом баритона Джордем Лондоном.
Она стала одной из основных певиц Метрополитен-опера Нью-Йорка, где кроме роли Амнерис в “Аиде”, исполняла роль Клитемнестры в “Электре” (1950-56). 
До 1964 года она пела в самых больших оперных театрах США, таких как Опера Сан-Франциско, Лирическая опера Чикаго, Карнеги-холл и др.
Между тем она не забывала о своём Отечестве. 
В самом начале своей карьеры в США, она выступала в период 1948-1949 в Афинской опере в роли Кармен. 
В качестве солистки “Государственного Оркестра Афин” Николаиди приняла участие в открытии первого Афинского фестиваля (1955). 
В 1956 году она выступила в опере Орфей и Эвридика К. В. Глюка, в афинском Одеоне Ирода Аттического.
В начале 60-х годов она ушла из оперы, но продолжала концертную деятельность на протяжении ряда лет.

## Награды
Элена Николаиду была награждена австрийским государством титулом “Kammersängerin” (почётная певица – см Почётные звания оперных исполнителей).
На родине, в Греции, она была награждена Большим Крестом Ордена Спасителя и Орденом Феникса степени Командора.

## Педагогическая карьера
В 1960 году, Николаиди приняла должность на факультете вокального искусства Университета штата Флорида в Таллахасси . 
В 1977 году, она переехала в Хьюстон , где работала в только что созданной Хьюстонской оперной студии, которая была создана Хьюстонской оперой совместно с Хьюстонским университетом, для подготовки молодых певцов.

## Смерть
Николаиди оставила свою преподавательскую работу в 1994 году. 
Она переехала в Санта-Фе, где и умерла 14 ноября 2002 года.

## Записи
Элена Николаиди сделала множество записей. Некоторые из них:
- ”Легендарные голоса” (Legendary Voices (CD, Preiser Records; также вышел как Lebendige Vergangenheit Albany Music Distribution). Николаиди сопровождает Симфонический оркестр Колумбии (США), Венский симфонический оркестр , Нью-Йоркский филармонический оркестр , и пианист Jan Behr, исполняя музыку Россини, Верди, Бизе, Вебера, Р. Штрауса, Моцарта, Гайдна, Шуберта, Шумана, и Брамса. (Записи 1943, 1949, 1950; выпуск 2003)
- ”Элена Николаиди, Сольные концерты” (Elena Nikolaidi: In Recital (DVD, Video Artists International). Николаиди с Guy Bourassa, фортепиано, исполняет музыку Глюка, Вольфа, Кантелуба, и народные греческие песни . (Записи 1961; выпуск 2005)
- Песнь о земле  Малера, живая запись 1953 года с Вальтером Бруно и Нью-Йоркским филармоническим оркестром выпущенная на CD фирмы Archipel в 1997 и 2003 годах.